# Кубок світу з біатлону 2016—2017
Кубок світу з біатлону в сезоні 2016—2017 проходив з 25 листопада 2016 року по 19 березня 2017 року і складався з 9 етапів та чемпіонату світу в Хохфільцені.
Всього на етапах  розіграно 67 комплектів медалей з таких біатлонних дисциплін: спринт, гонка переслідування, індивідуальна гонка, мас-старт, естафета, змішана естафета та одиночна змішана естафета.

## Національні квоти країн
Кількість біатлоністів, що беруть участь в Кубку світу від окремої національної збірної, визначаєтся у відповідності з місцем команди в Кубку націй у попередньому сезоні. У відповідності до результатів попереднього сезону національні команди будуть представлені наступною кількістю спортсменів:
| Місце в Кубку націй | Реєстрація/Старт    | Чоловіки                                                               | Жінки                                                             |
| ------------------- | ------------------- | ---------------------------------------------------------------------- | ----------------------------------------------------------------- |
| 1 — 5               | 8/6                 | Норвегія, Німеччина, Росія, Франція, Австрія                           | Німеччина, Франція, Чехія, Італія, Україна                        |
| 6 — 10              | 7/5                 | США, Україна, Чехія, Італія, Канада                                    | Росія, Норвегія, Польща, Швеція, Білорусь                         |
| 11 — 15             | 6/4                 | Білорусь, Швейцарія, Швеція, Болгарія, Словаччина, Словенія, Казахстан | Канада, Швейцарія, Казахстан, США, Австрія, Словаччина, Фінляндія |
| 16 — 20             | 5/3                 | Естонія, Румунія, Литва, Фінляндія, Польща, Латвія                     | Словенія, Румунія, Болгарія, Японія, Литва, Естонія               |
| 21 — 25             | 4/2                 | Японія, Південна Корея                                                 | КНР, Південна Корея                                               |
| 26 — 30             | 3/1                 | Сербія                                                                 | Боснія і Герцеговина                                              |
| Не вийдуть на старт | Не вийдуть на старт | Молдова, Іспанія, Угорщина                                             | Нова Зеландія, Угорщина, Бразилія                                 |

## Календар
Розклад змагань Кубка світу в сезоні 2016—2017:
| Місце проведення | Дата                         | Спринт | Персьют | Мас-старт | Індив. гонка | Естафета | Змішана естафета | ОЗЕ | Детальніше      |
| ---------------- | ---------------------------- | ------ | ------- | --------- | ------------ | -------- | ---------------- | --- | --------------- |
| Естерсунд        | 27 листопада — 4 грудня 2016 | ●      | ●       |           | ●            |          | ●                | ●   | детальніше      |
| Поклюка          | 9 — 11 грудня 2016           | ●      | ●       |           |              | ●        |                  |     | детальніше      |
| Нове Место       | 15 — 18 грудня 2016          | ●      | ●       | ●         |              |          |                  |     | детальніше      |
| Обергоф          | 5 — 8 січня 2017             | ●      | ●       | ●         |              |          |                  |     | детальніше      |
| Рупольдінг       | 11 — 15 січня 2017           | ●      | ●       |           |              | ●        |                  |     | детальніше      |
| Антерсельва      | 19 — 22 січня 2017           |        |         | ●         | ●            | ●        |                  |     | детальніше      |
| Гохфільцен       | 8 — 19 лютого 2017           | ●      | ●       | ●         | ●            | ●        | ●                |     | Чемпіонат світу |
| Пхьончхан        | 2 — 5 березня 2017           | ●      | ●       |           |              | ●        |                  |     | детальніше      |
| Контіолахті      | 9 — 12 березня 2017          | ●      | ●       |           |              |          | ●                | ●   | детальніше      |
| Гольменколлен    | 17 — 19 березня 2017         | ●      | ●       | ●         |              |          |                  |     | детальніше      |
| Загалом          | Загалом                      | 9      | 9       | 5         | 3            | 5        | 3                | 2   |                 |

## Медальний залік
Після Поклюки
| Місце  | Країна    | Золото | Срібло | Бронза | Загалом |
| ------ | --------- | ------ | ------ | ------ | ------- |
| 1      | Франція   | 7      | 3      | 1      | 11      |
| 2      | Німеччина | 4      | 2      | 3      | 9       |
| 3      | Норвегія  | 1      | 3      | 1      | 5       |
| 4      | Росія     | 1      | 2      | 2      | 5       |
| 5      | Чехія     | 1      | 0      | 2      | 3       |
| 6      | Фінляндія | 0      | 2      | 0      | 2       |
| 7      | Австрія   | 0      | 1      | 0      | 1       |
| 7      | Швеція    | 0      | 1      | 0      | 1       |
| 9      | Білорусь  | 0      | 0      | 2      | 2       |
| 9      | Італія    | 0      | 0      | 2      | 2       |
| 11     | Україна   | 0      | 0      | 1      | 1       |
| Усього | Усього    | 14     | 14     | 14     | 42      |

## Таблиці

### Загальний залік. Чоловіки
| Місце | Біатлоніст                | Очки |
| ----- | ------------------------- | ---- |
|       | Мартен Фуркад (FRA)       | 1322 |
| 2     | Антон Шипулін (RUS)       | 918  |
| 3     | Йоганнес Тінгнес Бо (NOR) | 812  |

| Місце | Біатлоніст                 | Очки |
| ----- | -------------------------- | ---- |
|       | Мартен Фуркад (FRA)        | 484  |
| 2     | Юліан Ебергард (AUT)       | 345  |
| 3     | Еміль Гегле Свендсен (NOR) | 276  |

| Місце | Біатлоніст          | Очки |
| ----- | ------------------- | ---- |
|       | Мартен Фуркад (FRA) | 448  |
| 2.    | Антон Шипулін (RUS) | 332  |
| 3.    | Арнд Пайффер (GER)  | 283  |

| Місце | Біатлоніст          | Очки |
| ----- | ------------------- | ---- |
|       | Мартен Фуркад (FRA) | 248  |
| 2     | Сімон Шемпп (GER)   | 231  |
| 3     | Антон Шипулін (RUS) | 177  |

| Місце | Біатлоніст          | Очки |
| ----- | ------------------- | ---- |
|       | Мартен Фуркад (FRA) | 162  |
| 2     | Антон Шипулін (RUS) | 126  |
| 3     | Ловелл Бейлі (USA)  | 117  |

### Естафета. Чоловіки
| Місце | Країна    | Очки |
| ----- | --------- | ---- |
|       | Росія     | 259  |
| 2.    | Франція   | 242  |
| 3.    | Німеччина | 237  |

## Таблиці. Жінки

### Загальний залік. Жінки
| Місце | Біатлоністка             | Очки |
| ----- | ------------------------ | ---- |
|       | Лаура Дальмаєр (GER)     | 1211 |
| 2.    | Габріела Коукалова (CZE) | 1079 |
| 3.    | Кайса Мякяряйнен (FIN)   | 971  |

| Місце | Біатлоністка             | Очки |
| ----- | ------------------------ | ---- |
|       | Габріела Коукалова (CZE) | 377  |
| 2.    | Лаура Дальмаєр (GER)     | 372  |
| 3.    | Кайса Мякяряйнен (FIN)   | 337  |

| Місце | Біатлоністка             | Очки |
| ----- | ------------------------ | ---- |
|       | Лаура Дальмаєр (GER)     | 373  |
| 2     | Кайса Мякяряйнен (FIN)   | 332  |
| 3     | Габріела Коукалова (CZE) | 330  |

| Місце | Біатлоністка             | Очки |
| ----- | ------------------------ | ---- |
|       | Габріела Коукалова (CZE) | 265  |
| 2.    | Лаура Дальмаєр (GER)     | 254  |
| 3.    | Кайса Мякяряйнен (FIN)   | 207  |

| Місце | Біатлоністка              | Очки |
| ----- | ------------------------- | ---- |
|       | Лаура Дальмаєр (GER)      | 180  |
| 2.    | Ванесса Гінц (GER)        | 103  |
| 3.    | Алексія Рунггальдір (ITA) | 96   |

### Естафета
| Місце | Країна    | Очки |
| ----- | --------- | ---- |
|       | Німеччина | 300  |
| 2.    | Франція   | 248  |
| 3.    | Україна   | 224  |

## Змішана естафета
| Місце | Країна    | Очки |
| ----- | --------- | ---- |
|       | Німеччина | 264  |
| 2.    | Франція   | 257  |
| 3.    | Австрія   | 201  |

## Кубок націй
| Місце | Країна    | Очки |
| ----- | --------- | ---- |
| 1     | Німеччина | 7448 |
| 2     | Франція   | 7416 |
| 3     | Росія     | 7192 |
| 4     | Норвегія  | 7181 |
| 5     | Австрія   | 6926 |
| 6     | Україна   | 6270 |
| 7     | Чехія     | 6223 |
| 8     | Італія    | 5556 |
| 9     | Швейцарія | 5395 |
| 10    | США       | 5290 |

| Місце | Країна    | Очки |
| ----- | --------- | ---- |
| 1     | Німеччина | 7951 |
| 2     | Франція   | 7646 |
| 3     | Україна   | 6605 |
| 4     | Чехія     | 6547 |
| 5     | Італія    | 6481 |
| 6     | Норвегія  | 6265 |
| 7     | Росія     | 6139 |
| 8     | Швеція    | 6034 |
| 9     | Білорусь  | 5683 |
| 10    | Казахстан | 5193 |

## Досягнення
Перша перемога на етапах Кубка світу
Перший подіум на етапах Кубка світу
Перемоги в поточному сезоні (в дужках перемоги за весь час)

## Завершення виступів
| Чоловіки | Жінки |